# Anadara transversa
Anadara transversa is een tweekleppigensoort uit de familie van de Arcidae. De wetenschappelijke naam van de soort is voor het eerst geldig gepubliceerd in 1822 door Say.
Rechter en linker klep van hetzelfde exemplaar:

Rechter klep
Linker klep